# Cadre-45/2-Weltmeisterschaft 1904

Veranstaltungsort: Paris

Die Cadre-45/2-Weltmeisterschaft 1904 war die zweite FFB-Weltmeisterschaft, die bis 1947 im Cadre 45/2 und ab 1948 im Cadre 47/2 ausgetragen wurde. Das Turnier fand im März und April in Paris in Frankreich statt.

## Geschichte
Spielergebnisse dieser Weltmeisterschaft sind nicht mehr zu ermitteln. Nur die ersten vier Plätze im Endklassement sind gesichert. Vermutlich nahmen aber acht Spieler an dieser Weltmeisterschaft statt. Der Titelverteidiger Lucien Rérolle durfte an dieser Amateurweltmeisterschaft nicht teilnehmen, weil er in den Verband zu den Profis gewechselt war.

## Turniermodus
Das ganze Turnier wurde im Round Robin System bis 400 Punkte gespielt. Bei MP-Gleichstand wird in folgender Reihenfolge gewertet:
1. MP = Matchpunkte
2. GD = Generaldurchschnitt
3. HS = Höchstserie

## Abschlusstabelle
| MP    | Match Points (Sieger = 2; Unentschieden = 1; Verlierer = 0) |
| Pkte. | Erzielte Karambolagen                                       |
| Aufn. | Benötigte Versuche                                          |
| GD    | Generaldurchschnitt                                         |
| BED   | Bester Einzeldurchschnitt eines Spielers                    |
| HS    | Höchstserie                                                 |
|       | Bester GD des Turniers                                      |
|       | Bester ED des Turniers                                      |
|       | Beste HS des Turniers                                       |
|       | 1. Platz (Gold)                                             |
|       | 2. Platz (Silber)                                           |
|       | 3. Platz (Bronze)                                           |

| Platz | Name          |
| ----- | ------------- |
| 1     | Louis Naves   |
| 2     | Jean Delhom   |
| 3     | Fernand Monge |
| 4     | Broz Calmon   |